# Operação Bernhard

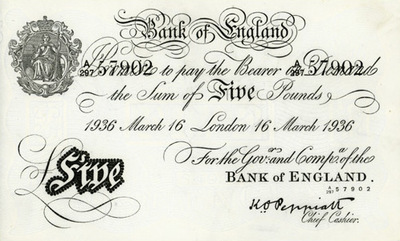
Uma nota de £ 5 (cinco libras brancas) falsificada por prisioneiros do campo de concentração de Sachsenhausen

A Operação Bernhard foi um exercício da Alemanha nazista para falsificar notas bancárias britânicas. O plano inicial era lançar as notas sobre a Grã-Bretanha para provocar o colapso da economia britânica durante a Segunda Guerra Mundial. A primeira fase foi executada no início de 1940 pelo Sicherheitsdienst (SD) sob o título Unternehmen Andreas (Operação Andreas). A unidade duplicou com sucesso o papel de trapo usado pelos britânicos, produziu blocos de gravação quase idênticos e deduziu o algoritmo usado para criar o código serial alfanumérico em cada nota. A unidade foi fechada no início de 1942 depois que seu chefe, Alfred Naujocks, caiu em desgraça com seu superior, Reinhard Heydrich.
A operação foi retomada no final do ano; o objetivo foi alterado para falsificar dinheiro para financiar operações de inteligência alemãs. Em vez de uma unidade especializada dentro do SD, prisioneiros de campos de concentração nazistas foram selecionados e enviados para o campo de concentração de Sachsenhausen para trabalhar sob o comando do major da SS Bernhard Krüger. A unidade produziu notas britânicas até meados de 1945; as estimativas variam quanto ao número e valor das notas impressas, de £ 132,6 milhões a £ 300 milhões. Quando a unidade encerrou a produção, eles já tinham aperfeiçoado a arte para dólares americanos, embora o papel e os números de série ainda estivessem sendo analisados. O dinheiro falsificado foi lavado em troca de dinheiro e outros ativos. Notas falsas da operação foram usadas para pagar o agente turco Elyesa Bazna — codinome Cícero — por seu trabalho na obtenção de segredos britânicos do embaixador britânico em Ancara, e £ 100 000 da Operação Bernhard foram usadas para obter informações que ajudaram a libertar o líder italiano Benito Mussolini no ataque de Gran Sasso em setembro de 1943.
No início de 1945, a unidade foi transferida para o campo de concentração de Mauthausen-Gusen, na Áustria, depois para a série de túneis Redl-Zipf e, finalmente, para o campo de concentração de Ebensee. Devido a uma interpretação excessivamente precisa de uma ordem alemã, os prisioneiros não foram executados ao chegar; eles foram libertados logo depois pelo Exército americano. Grande parte da produção da unidade foi despejada nos lagos Toplitz e Grundlsee no final da guerra, mas uma quantidade suficiente entrou em circulação geral para que o Banco da Inglaterra parasse de emitir novas notas e emitisse um novo modelo após a guerra. A operação foi dramatizada em uma minissérie de comédia dramática, Private Schulz, pela BBC e em um filme de 2007, Die Fälscher.

## Contexto

### Papel-moeda britânico

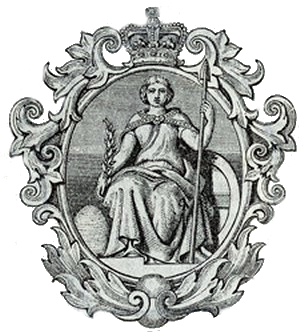
Vinheta da Britânia que aparecia no canto superior esquerdo das notas britânicas

Os desenhos usados na moeda de papel britânica no início da Segunda Guerra Mundial foram introduzidos em 1855 e foram alterados apenas ligeiramente ao longo dos anos seguintes. As notas foram feitas de papel branco com impressão preta em um lado e mostravam uma gravura de Britânia por Daniel Maclise da Academia Real Inglesa no canto superior esquerdo. A moeda de £ 5, também conhecida como White Fiver, é media 195 milímetros por 120 milímetros, enquanto as notas de £ 10, £ 20 e £ 50 mediam 210 milímetros por 133 milímetros.
As notas tinham 150 pequenas marcas que serviam como medidas de segurança para identificar falsificações. Muitas vezes, acreditava-se que se tratava de erros de impressão e eram alterados entre as edições das notas. Cada nota continha uma designação alfanumérica de série e a assinatura do Caixa-Chefe do Banco da Inglaterra. Antes da emissão de quaisquer notas pelo Banco de Inglaterra, todos os números de série eram registrados em livros de contabilidade para que o banco pudesse verificar os seus passivos; estes números eram verificados quando as notas circulavam de volta pelo banco.
Uma marca d’água aparecia no meio de cada nota; ela diferia dependendo do valor da moeda e da designação serial alfanumérica usada. Segundo John Keyworth, curador do Museu do Banco da Inglaterra, como o papel-moeda nunca tinha sido falsificado com sucesso, o Banco da Inglaterra "estava um pouco complacente quanto ao design das suas notas e à sua produção"; descreveu as notas como "tecnologicamente... muito simples".

### Origens do plano
Numa reunião em 18 de setembro de 1939, Arthur Nebe, o chefe do departamento central de investigação criminal da Alemanha nazista apresentou uma proposta para usar falsificadores conhecidos para falsificar papel-moeda britânico. As notas falsificadas — no valor de 30 mil milhões de libras — seriam então lançadas sobre a Grã-Bretanha, causando um colapso financeiro e a perda do seu estatuto de moeda mundial. O superior de Nebe, Reinhard Heydrich, gostou do plano, mas não tinha certeza se deveria usar os arquivos da polícia para encontrar os indivíduos disponíveis. Joseph Goebbels, o Ministro da Propaganda do Reich, descreveu - o como "um plano grotesco", embora ele visse que tinha potencial. A principal objeção ao plano veio de Walther Funk, o Ministro dos Assuntos Econômicos do Reich, que disse que violaria o direito internacional. Adolf Hitler, o chanceler alemão, deu a aprovação final para que a operação prosseguisse.
Embora a discussão devesse ser secreta, em novembro de 1939, Michael Palairet, embaixador britânico na Grécia, encontrou-se com um emigrante russo que lhe deu todos os detalhes do plano discutido na reunião de 18 de setembro; de acordo com o relatório do emigrante, o plano era intitulado "Ofensiva contra a libra esterlina e destruição de sua posição como moeda mundial". Palairet relatou a informação a Londres, que alertou o Departamento do Tesouro dos EUA e o Banco da Inglaterra. Embora o Banco considerasse que as medidas de segurança existentes eram suficientes, em 1940 ele lançou uma nota azul de emergência de £ 1 que tinha um fio de segurança metálico atravessando o papel. Também proibiu a importação de notas de libra durante a guerra em 1943, parou de produzir novas notas de £ 5 e alertou o público sobre o perigo da moeda falsificada.

### Operação Andreas

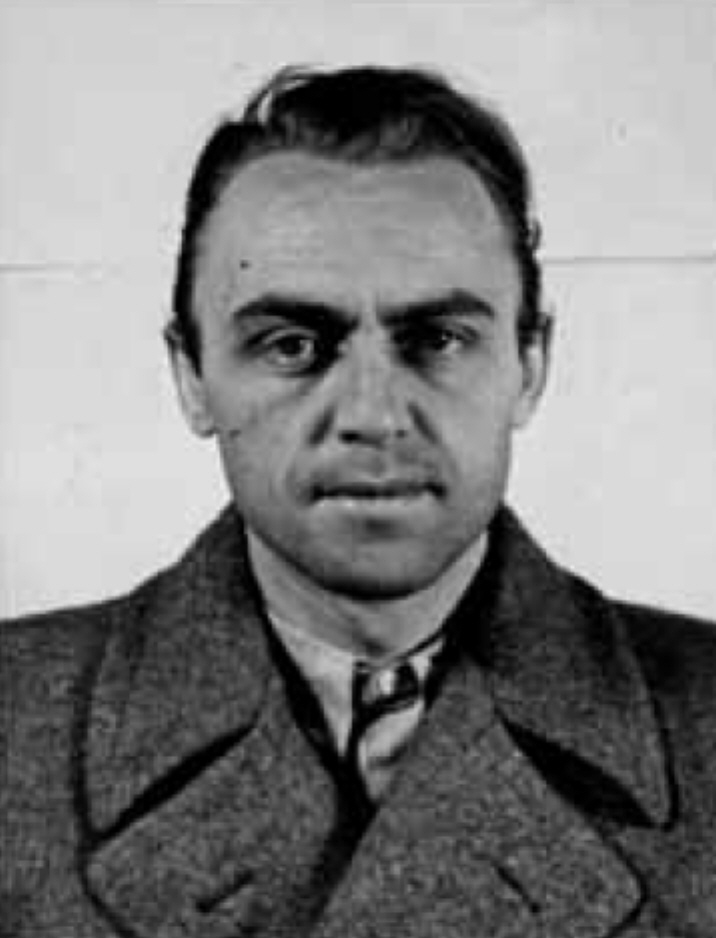
Alfred Naujocks, que supervisionou a Operação Andreas

Após receber o sinal verde de Hitler, Heydrich abriu uma unidade de falsificação sob o título operacional Unternehmen Andreas (Operação Andreas). A ordem de Heydrich para criar a unidade afirmava que: "Isto não deve ser considerado uma falsificação ou contrafação no sentido usual, mas uma produção de fac-símile autorizada. As notas devem ser uma cópia tão perfeita do original que mesmo os especialistas em notas bancárias mais experientes não consigam distinguir a diferença."
No início de 1940, a unidade de falsificação foi criada em Berlim, dentro do departamento técnico do  (SD), chefiada por Alfred Naujocks, um major da Schutzstaffel (SS). O controle operacional diário estava sob os auspícios do diretor técnico de Naujocks, Albert Langer, um matemático e decifrador de códigos. A dupla dividiu a tarefa em três etapas: produzir papel idêntico, preparar chapas de impressão idênticas às notas britânicas e duplicar o sistema de numeração serial britânico.
Os alemães decidiram concentrar-se nas notas com maior número em circulação, a de £ 5. Amostras de notas britânicas foram enviadas para análise em faculdades técnicas, que relataram que se tratava de papel de trapo, sem adição de celulose. Naujocks e Langer perceberam que o papel teria que ser feito à mão. A cor das primeiras amostras diferia do original; os alemães usaram trapos novos. Após testes na fábrica de papel Hahnemühle, os trapos foram usados por fábricas locais e depois limpos antes de serem usados para fazer o papel; as cores das notas falsas e originais então combinaram. Quando as amostras iniciais de papel foram produzidas, em uma fábrica em Spechthausen, elas pareciam idênticas às notas britânicas sob luz normal, mas pareciam opacas sob luz ultravioleta quando comparadas às originais. Langer supôs que isso se devia à composição química da água usada para fazer o papel e na tinta. Ele duplicou o equilíbrio químico da água britânica para fazer as cores combinarem.
Para quebrar o arranjo codificado da designação serial alfanumérica, Langer trabalhou com especialistas bancários, examinando registros de moeda dos 20 anos anteriores, a fim de replicar a ordem correta. Nenhum registro foi mantido pela Operação Andreas e não se sabe como os alemães identificaram as sequências corretas; o historiador do artigo Peter Bower afirma que é possível que técnicas adaptadas daquelas usadas na criptoanálise tenham sido usadas para quebrar as sequências. Os gravadores alemães que trabalharam nas placas de gravação tiveram dificuldade para reproduzir a vinheta da Britânia, que eles apelidaram de "Britânia Sangrenta" por ser muito difícil. Após sete meses, os falsificadores terminaram o que consideraram uma cópia perfeita, embora Kenworthy afirme que os olhos da figura estão incorretos.
No final de 1940, Naujocks foi removido de seu cargo depois de perder o favor de Heydrich. A unidade de falsificação continuou sob o comando de Langer antes de ele sair no início de 1942, altura em que fechou; ele afirmou mais tarde que, ao longo de 18 meses, a unidade produziu cerca de £ 3 milhões em notas falsas; o historiador Anthony Pirie estima o valor em £ 500 mil. A maior parte da moeda produzida na Operação Andreas nunca foi utilizada.

## Reavivamento sob Krüger

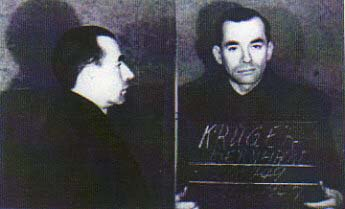
Major da SS Bernhard Krüger, mostrado após sua captura em 1946

Em julho de 1942, após mudanças no objetivo do plano, Reichsführer Heinrich Himmler reavivou a operação. Enquanto o plano original era provocar o colapso da economia britânica através da queda das notas sobre o Reino Unido, a nova intenção de Himmler era usar o dinheiro falso para financiar operações de inteligência alemãs. Os serviços de segurança sob o controlo de Himmler eram mal financiados e os fundos falsificados eram usados para cobrir os défices financeiros nas receitas do Reichsbank.
O major da SS Bernhard Krüger substituiu Naujocks; vasculhando os escritórios usados diariamente pela Operação Andreas, ele encontrou as placas de gravação de cobre e a maquinaria, embora algumas das telas de arame usadas para fazer as marcas d'água estivessem dobradas. Foi-lhe ordenado que utilizasse os prisioneiros judeus encarcerados nos campos de concentração nazis, e montou a sua unidade nos blocos 18 e 19 em Sachsenhausen. Os blocos foram isolados do resto do campo por cercas de arame farpado adicionais e uma SS-Totenkopfverbände unidade foi designada como guardas.
Krüger visitou vários outros campos de concentração para reunir as pessoas de que necessitava, selecionando principalmente aquelas com competências em desenho, gravura, impressão e operações bancárias. Em setembro de 1942, os primeiros 26 prisioneiros da Operação Bernhard chegaram a Sachsenhausen; mais 80 chegaram em dezembro. Quando Krüger o conheceu, ele os chamou de forma formal e educada: Sie, em vez do du, mais degradante, que normalmente era usado quando os nazistas falavam com um judeu. Vários dos prisioneiros selecionados posteriormente relataram que Krüger os entrevistou para a função e os tratou com polidez e boas maneiras. Ele também forneceu aos prisioneiros cigarros, jornais, rações extras e um rádio. Os prisioneiros tinham uma mesa de ping-pong e jogavam com os guardas e entre si; também aconteciam noites de teatro amador, encenadas pelos prisioneiros, com uma audiência mista de guardas e falsificadores; Krüger fornecia músicos para os números musicais.

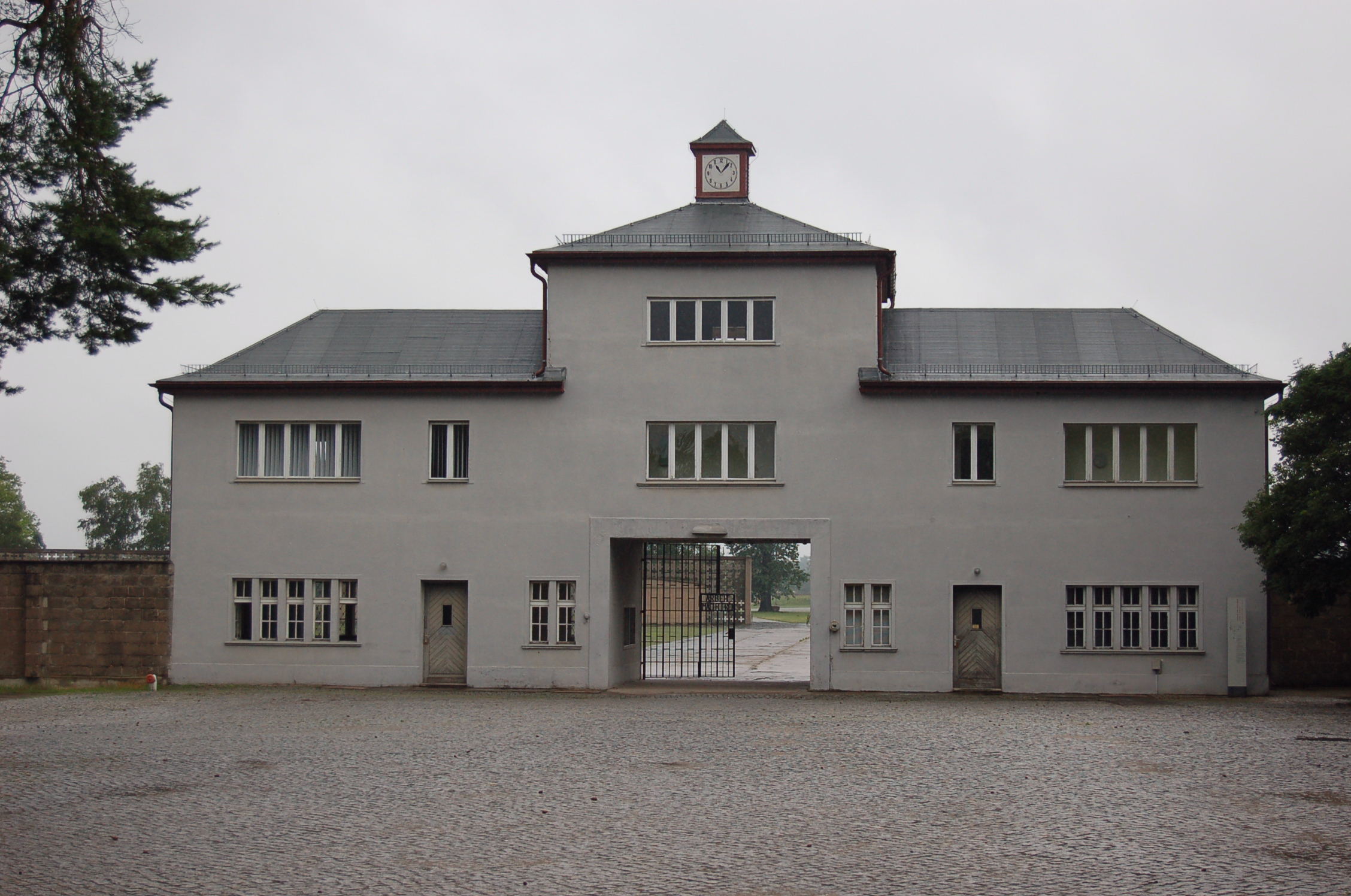
A entrada do campo de concentração de Sachsenhausen, onde os falsificadores operavam

O equipamento de impressão foi entregue em dezembro e 12 mil folhas de papel-moeda por mês começaram a chegar de Hahnemühle; era grande o suficiente para imprimir quatro notas em cada folha. A produção de notas falsas começou em janeiro de 1943; demorou um ano para que a produção voltasse aos níveis alcançados na Operação Andreas.
Cada seção do processo era supervisionada por um dos prisioneiros, e as operações diárias eram geridas por Oscar Stein, um antigo gerente de escritório e contabilista. Dois turnos de doze horas garantiam uma produção ininterrupta, com cerca de 140 prisioneiros trabalhando. As folhas impressas, cada uma contendo quatro notas, foram secas e cortadas com uma régua de aço; as bordas foram tornadas ásperas para imitar o acabamento deckle das notas britânicas. A operação atingiu o pico entre meados de 1943 e meados de 1944, com aproximadamente 65 mil notas por mês produzidas em seis impressoras de mesa plana.
Para envelhecer as notas, entre 40 e 50 prisioneiros se reuniam em duas colunas e as passavam entre eles para acumular sujeira, suor e desgaste geral. Alguns prisioneiros dobravam e redobravam as notas, outros prendiam os cantos para imitar a forma como um funcionário de banco coleta maços de notas. Os nomes e endereços britânicos eram escritos no verso, como acontecia com algumas notas inglesas, e os números eram escritos na frente – duplicando a forma como um caixa de banco marcaria o valor de um maço. Foram introduzidos quatro graus de qualidade de notas: o grau 1 era a mais alta qualidade, para ser usada em países neutros e por espiões nazistas; o grau 2 era para pagar colaboradores; o grau 3 era para notas que possivelmente seriam lançadas sobre a Grã-Bretanha; o grau 4 era muito defeituoso para ser usado e foi destruído.
As autoridades nazis ficaram tão satisfeitas com os resultados da operação que doze prisioneiros, três dos quais eram judeus, receberam a Medalha de Mérito de Guerra, enquanto seis dos guardas receberam a Cruz de Mérito de Guerra, 2ª classe.

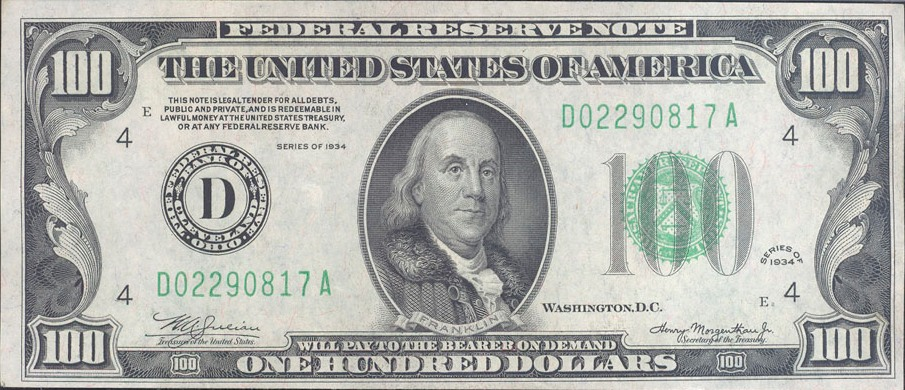
A nota de US$ 100 (anverso da série de 1934 retratada) era considerada mais difícil de falsificar devido à complexa arte envolvida.

Em maio de 1944, Ernst Kaltenbrunner, um Obergruppenführer no Reichssicherheitshauptamt (RSHA), ordenou que a unidade de falsificação começasse a produzir dólares americanos falsificados. A arte nas notas era mais complexa que a da moeda britânica e causava problemas para os falsificadores. Os desafios adicionais que enfrentaram incluíram o papel, que continha minúsculos fios de seda, e o processo de impressão em talhe doce, que adicionava pequenas ranhuras ao papel.
Os prisioneiros perceberam que se conseguissem falsificar totalmente os dólares, suas vidas não seriam mais protegidas pelo trabalho que estavam realizando, então eles diminuíram o ritmo de seu progresso o máximo que puderam. O jornalista Lawrence Malkin, que escreveu uma história da Operação Bernhard, escreve que os prisioneiros consideraram que esta tinha a aprovação tácita de Krüger, que enfrentaria o serviço na linha da frente se a Operação Bernhard terminasse. Em agosto de 1944, Salomon Smolianoff, um falsificador condenado, foi adicionado à equipe de produção em Sachsenhausen para ajudar na falsificação de dólares americanos, embora também tenha auxiliado no controle de qualidade das notas de libra. Os prisioneiros judeus que trabalhavam na operação na época reclamaram com Krüger por terem que trabalhar com um criminoso, então ele recebeu seu próprio quarto para dormir.
No final de 1944, os prisioneiros falsificaram o reverso do dólar e o anverso em janeiro de 1945. Vinte amostras da nota de US$ 100 foram produzidas — sem o número de série, cujo algoritmo ainda estava sendo examinado — e mostradas a Himmler e especialistas bancários. O padrão de gravação e impressão foi considerado excelente, embora o papel utilizado fosse tecnicamente inferior às notas genuínas.

### Lavagem e uso de notas falsas

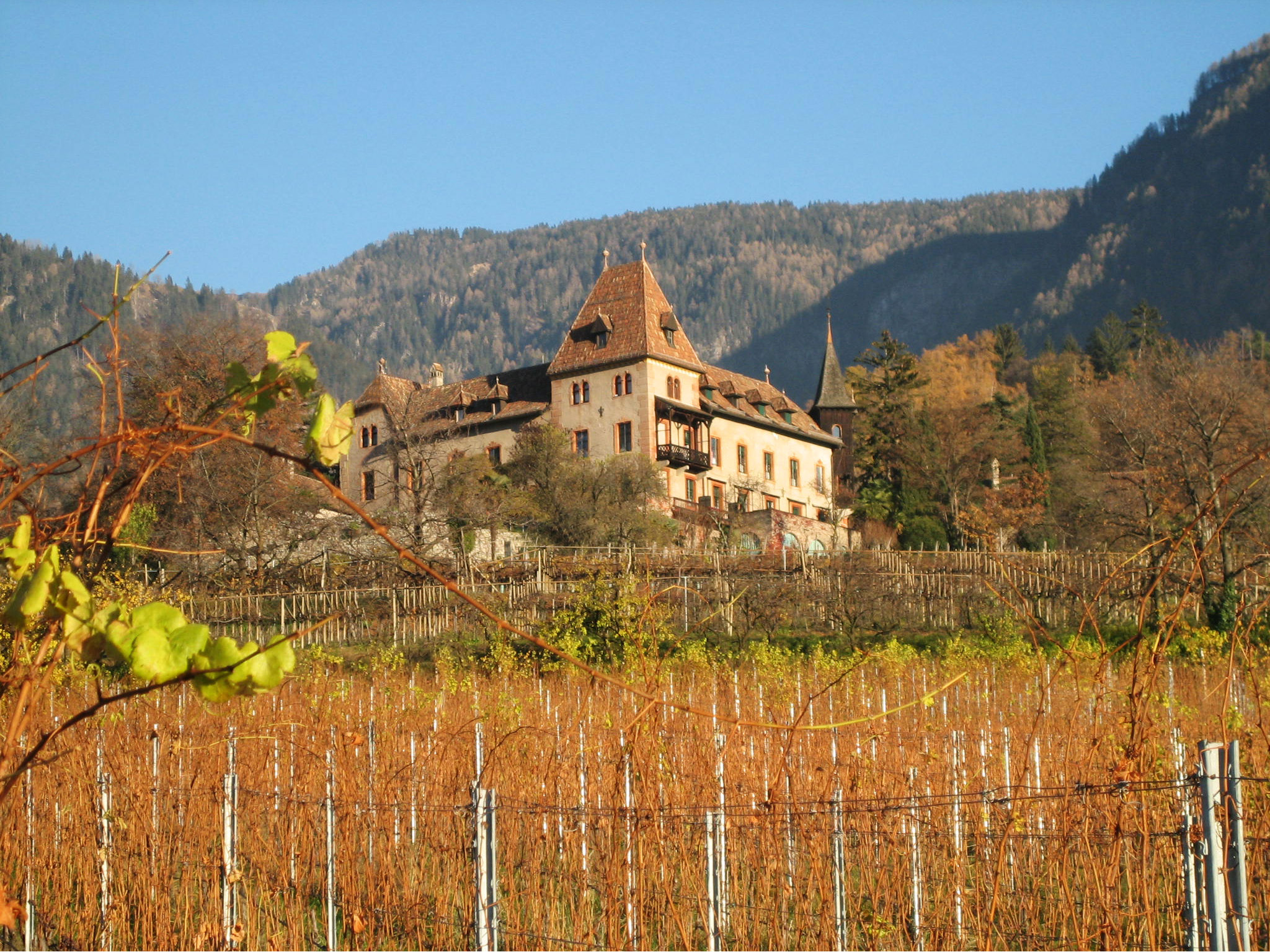
Schloss Labers, a instalação administrada pela SS onde o dinheiro era armazenado

O dinheiro falso foi transportado de Sachsenhausen para o Schloss Labers, uma instalação administrada pela SS no Tirol do Sul. Foi submetido a uma operação de lavagem de dinheiro dirigida por Friedrich Schwend, que dirigia um negócio ilegal de câmbio e contrabando desde a década de 1930. Ele negociou um acordo no qual receberia 33,3% do dinheiro que lavasse; 25% seriam dados aos seus agentes que realizassem o trabalho — como pagamento a eles e aos seus subagentes, e para despesas — deixando-o com 8,3%. Ele recrutou o que chamou de "vendedores" em vários territórios e construiu uma rede de 50 agentes e subagentes; alguns deles eram judeus, selecionados deliberadamente porque havia menos chance de as autoridades considerarem que estavam trabalhando para os nazistas. Ele informou aos seus agentes que o dinheiro tinha sido apreendido nos bancos dos países ocupados.
Schwend recebeu dois objetivos: trocar o dinheiro falsificado por francos suíços ou dólares americanos genuínos e ajudar no financiamento de operações especiais, incluindo a compra de armas no mercado negro dos guerrilheiros iugoslavos e sua posterior venda a grupos pró-nazistas no sudeste da Europa. Ele também providenciou que as notas falsas fossem usadas para pagar ao agente turco Elyesa Bazna — codinome Cícero — pelo seu trabalho na obtenção de segredos do embaixador britânico em Ancara. Notas falsas com um valor nominal de £ 100 mil foram usadas para obter informações que ajudaram a libertar o líder italiano Benito Mussolini no ataque de Gran Sasso em setembro de 1943.

## Estágios finais da guerra

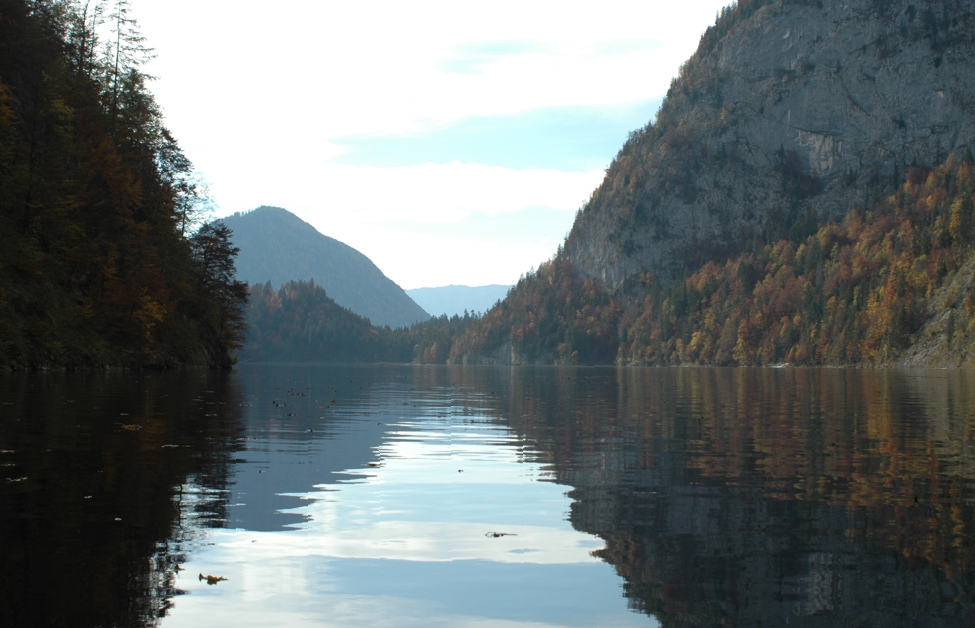
Lago Toplitz, Áustria, onde a SS despejou equipamentos de impressão e parte da moeda

Entre o final de fevereiro e o início de março de 1945, com o avanço dos exércitos aliados, toda a produção de notas em Sachsenhausen cessou. O equipamento e os suprimentos foram embalados e transportados, juntamente com os prisioneiros, para o campo de concentração de Mauthausen-Gusen, na Áustria, chegando em 12 de março. Pouco depois, Krüger providenciou uma nova transferência para a série de túneis Redl-Zipf, onde a produção deveria ser reiniciada. A ordem para retomar a produção foi logo revogada e os prisioneiros receberam ordens de destruir as caixas de dinheiro que tinham consigo. O que não foi queimado pelos prisioneiros foi carregado em caminhões com o equipamento de impressão e afundado nos lagos Toplitz e Grundlsee.
No início de maio, a Operação Bernhard foi oficialmente encerrada e os prisioneiros foram transportados das cavernas para o campo de concentração de Ebensee, nas proximidades. Eles foram divididos em três grupos, e um caminhão faria o transporte de ida e volta do acampamento. Uma ordem havia sido emitida para que os prisioneiros fossem mortos, mas somente quando estivessem juntos em Ebensee. O caminhão levou os dois primeiros grupos ao acampamento, onde os homens foram alojados separadamente da população geral do acampamento. Na terceira viagem, o veículo quebrou depois de resgatar o último grupo de prisioneiros; os homens do último grupo foram levados para o campo, o que levou dois dias. Como a ordem especificava que os prisioneiros deveriam ser mortos juntos, os dois primeiros grupos foram mantidos em segurança para aguardar seus companheiros. Devido ao atraso na terceira viagem e à proximidade do avanço do exército aliado, em 5 de maio os dois primeiros grupos foram libertados do isolamento e se juntaram à população em geral, e seus guardas da SS fugiram. Naquela tarde, o terceiro grupo chegou ao acampamento. Quando os guardas souberam o que havia acontecido com os dois primeiros grupos, eles também soltaram seus prisioneiros na população carcerária principal e fugiram. Os americanos chegaram no dia seguinte e libertaram o campo.
As estimativas do número e valor das notas impressas durante a Operação Bernhard variam de um total de £ 132 610 945 (das quais £ 10 368 445 foram enviadas para o escritório central do RSHA), até £ 300 milhões (das quais £ 125 milhões eram notas utilizáveis).

## Consequências e legado
Krüger escondeu-se em casa até novembro de 1946, quando se entregou às autoridades britânicas. Falsificar a moeda de um inimigo não era um crime de guerra; ele não enfrentava nenhuma acusação. Ele ficou detido até o início de 1947, quando foi entregue aos franceses. Eles tentaram persuadi-lo a falsificar passaportes para eles, mas ele recusou; foi libertado em novembro de 1948. Ele passou por um processo de desnazificação, durante o qual foram produzidas declarações dos detentos falsificadores cujas vidas ele foi responsável por salvar. Mais tarde, trabalhou para a empresa de papel Hahnemühle. Em 1965, o escritor da Alemanha Oriental Julius Mader publicou no Der Banditenschatz, um ataque ao governo da Alemanha Ocidental por abrigar Krüger.
Schwend acumulou uma fortuna com a Operação Bernhard. Ele foi capturado pelas forças americanas em junho de 1945, que tentaram usá-lo para ajudar a criar uma rede de contrainteligência na Alemanha, a Organização Gehlen. Depois de ser pego tentando fraudar a rede, ele fugiu para o Peru. Embora tenha atuado periodicamente como informante da inteligência peruana, ele foi preso por contrabando de moeda e venda de segredos de Estado. Após uma pena de prisão de dois anos, foi deportado para a Alemanha Ocidental, onde foi julgado por um homicídio em tempo de guerra em 1979; foi-lhe aplicada uma pena suspensa por homicídio culposo.

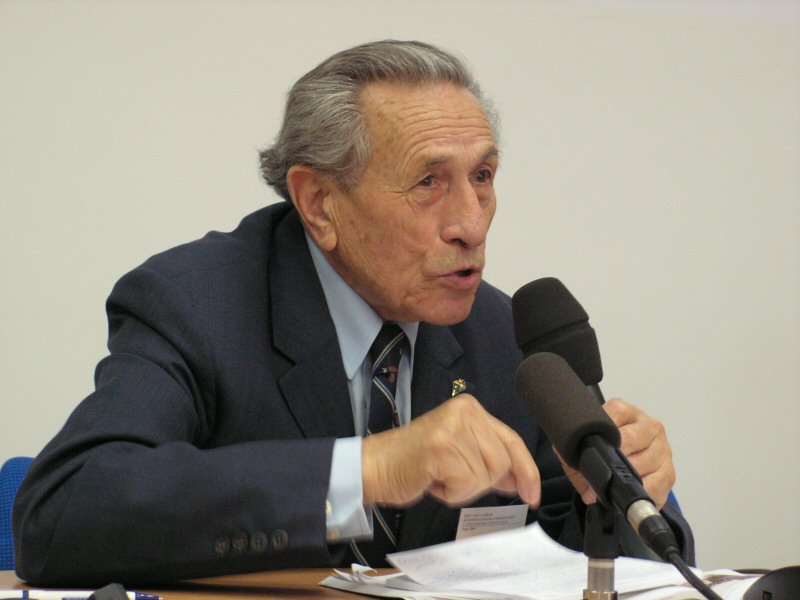
Adolf Burger, que escreveu um livro de memórias sobre seu tempo como ex-prisioneiro de campo de concentração envolvido na Operação Bernhard

O Lago Toplitz foi palco de diversas buscas em larga escala. Em 1958, uma expedição localizou vários casos de dinheiro falso da Operação Bernhard e um livro que detalhava o sistema de numeração do Banco da Inglaterra. Após a morte de um mergulhador no lago em 1963, seus dois companheiros no lago incluíam "um ex-agente secreto nazista e um empresário alemão mencionado em conexão com moedas de ouro falsas" — o governo austríaco empreendeu uma busca de um mês no lago, durante a qual recuperou mais caixas de notas. O zoólogo Hans Fricke do Instituto Max Planck procurou no fundo do lago durante vários anos por vida aquática rara; em 1989, ele levou Krüger em um minissubmarino em uma de suas viagens exploratórias. Em 2000, o submersível que foi usado para procurar os destroços do RMS Titanic foi usado para inspecionar o fundo do lago, e várias caixas de notas foram recuperadas, testemunhadas por Adolf Burger, um ex-prisioneiro envolvido na operação de falsificação.
Ao ver a qualidade das notas, um funcionário do banco descreveu-as como “as mais perigosas alguma vez vistas”; a marca de água era a fonte mais fiável para detectar as falsificações. Notas falsas no valor de £ 15–20 milhões estavam em circulação geral no final da guerra. Com tal volume em circulação geral, em abril de 1943 o Banco da Inglaterra deixou de emitir todas as notas de £ 10 e acima. Em Fevereiro de 1957, foi emitida uma nova nota de £ 5; a nota azul foi impressa em ambos os lados e "contava com sutis mudanças de cor e gravação detalhada à máquina" para segurança. Outras denominações também foram reintroduzidas: a nota de £ 10 em fevereiro de 1964, a nota de £ 20 em julho de 1970 e a nota de £ 50 em março de 1981.
O Tilhas Tizig Gesheften, um pequeno grupo formado pela Brigada Judaica do Exército Britânico, obteve um suprimento de libras falsas de Jaacov Levy, um dos agentes de lavagem de dinheiro de Schwend. As notas falsificadas foram usadas para comprar equipamentos e trazer pessoas deslocadas para a Palestina, desafiando o bloqueio britânico do território.
Várias memórias foram publicadas por ex-prisioneiros, incluindo o relato norueguês de 1949, Falskmynter i blokk 19, por Moritz Nachtstern [no], e Des Teufels Werkstatt, o relato em alemão de 1983 de Adolf Burger. Ambas as obras foram traduzidas para o inglês; várias histórias sobre a operação também foram publicadas.
Em 1981, Private Schulz, uma versão fictícia da Operação Bernhard, foi transmitida pela BBC como uma comédia dramática. A série de televisão foi estrelada por Michael Elphick e Ian Richardson. Em 2007, as memórias de Burger foram usadas como base para uma adaptação cinematográfica, Die Fälscher, que conta a história de Salomon Sorowitsch, um personagem vagamente baseado nas vidas de Smolianoff e Burger. O filme ganhou o Oscar de Melhor Filme Estrangeiro na 80ª edição do Oscar.
É política do Banco da Inglaterra resgatar todas as notas retiradas por moeda corrente ao valor nominal indicado na nota, exceto moeda falsa. Exemplos de falsificações da Operação Bernhard apareceram em leilões e foram vendidos por revendedores por um valor nominal superior ao original de £ 5. Existem também exemplares das notas no museu do Banco Nacional da Bélgica e no Museu do Banco de Inglaterra. O Museu Internacional da Espionagem possui um exemplo de uma chapa de impressão da Operação Bernhard.